# Marpesia elegans
Marpesia elegans is een vlinder uit de familie van de Nymphalidae. De wetenschappelijke naam van de soort is voor het eerst geldig gepubliceerd in 1833 door Jean Baptiste Boisduval.